# Gilberte H. Dallas
Gilberte H. Dallas, nom de plume de Gilberte Herschtel, née le 1er avril 1918 à Pougues-les-Eaux et morte le 23 janvier 1960 dans le 14e arrondissement de Paris, est une poétesse française, classée parmi les poètes maudits.

## Biographie
Gilberte Herschtel signait ses poésies « Gilberte H. Dallas », ses peintures « Dallas » et ses apparitions en tant que comédienne « Gilberte Prévost ».
Sa mère est morte lorsque Gilberte avait sept mois ; son père, bijoutier parisien, est mort de la tuberculose lorsque Gilberte avait douze ans. À l'âge de dix ans, Gilberte part en mer dans une petite embarcation et faillit mourir
Elle fréquente l'École des Arts appliqués à Paris. Elle rejoint la troupe de Louis Jouvet au Théâtre de l'Athénée, où elle joue dans Ondine de Jean Giraudoux (1939). Pendant la Seconde Guerre mondiale, elle se rend en Suisse. Après la guerre, elle commence à écrire sous le nom de Gilberte H. Dallas et réalise des peintures à la manière des fauves. Ses tableaux ont été perdus par un marchand d'art. En 1952, elle publie un recueil de poèmes intitulé Alphabet de Soleils, son seul livre. Elle a voyagé à travers l'Océanie puis est revenue à Paris, où elle est décédée d'un cancer à l'âge de 42 ans. Elle est inhumée au cimetière du Montparnasse.

## Œuvre
- Alphabets de soleil, Seghers, coll. « Cahiers bimensuels » n° 167, 1952 lire en ligne sur Gallica

### Traduction
- (cs) Václav Jamek, Erik Lukavský, Petr Zavadil, Francouzští prokletí básníci 20. století, Agite/Fra, 2008

## Filmographie
- Une femme dans la nuit, de Edmond T. Gréville, 1943

## Théâtre
- Ondine, de Jean Giraudoux, Théâtre de l'Athénée, 1939[7]

## Citation
« 
Les soleils noirs

Millions de soleils noirs

Girent dans le ciel

Dévorent le ciel

S’abattent sur les pavés

Éventrent les églises du Bon Dieu

Éventrent les hôpitaux

Éventrent les gares

Comme de visqueuses méduses

Éventrent les eaux des ports

Poussent dans les mains des hommes

qui ont des mains

Poussent effroyables jouets

dans les mains des enfants
 »